# Tanner Glass
Tanner Glass, född 29 november 1983, är en kanadensisk professionell ishockeyspelare som spelar för Boxers de Bordeaux i Ligue Magnus.
Han har tidigare spelat på NHL-nivå för Calgary Flames, New York Rangers, Pittsburgh Penguins, Winnipeg Jets, Vancouver Canucks och Florida Panthers och på lägre nivåer för Stockton Heat, Hartford Wolf Pack och Rochester Americans i AHL, HC Banska Bystrica i Slovakien, Dartmouth College i NCAA samt Nanaimo Clippers och Penticton Panthers i BCHL och Yorkton Mallers i SMHL.
Glass draftades i nionde rundan i 2003 års draft av Pittsburgh Penguins som 265:e spelare totalt.
Han gjorde endast 69 poäng på 527 matcher under sin NHL-karriär.
Den 31 augusti 2018 skrev han på för spel med Boxers de Bordeaux i franska högstaligan Ligue Magnus.